# Johann Adam Hiller
Johann Adam Hiller (ur. 25 grudnia 1728 w Wendisch-Ossig, zm. 16 czerwca 1804 w Lipsku) – niemiecki kompozytor, pisarz muzyczny i organizator życia muzycznego, założyciel szkoły śpiewu.

## Życiorys
Jego pierwszym nauczycielem muzyki był A. Berndt pochodzący z tej samej wsi. W latach 1740–1745 uczył się w gimnazjum w Görlitz/Zgorzelcu, gdzie z pomocą innych uczniów ćwiczył grę na kilku instrumentach (grał na kontrabasie w szkolnym collegium musicum). Do 1746 pracował jako pisarz w Szprotawie. W tym samym roku otrzymał stypendium, dzięki któremu rozpoczął naukę w drezdeńskiej Kreuzschule. Gry na klawesynie oraz zasad basso continuo uczył go Gottfried August Homilius, a gry na flecie J.A. Schmidt. W tym samym czasie Hiller stworzył swoje pierwsze kompozycje; analizował również partytury oper Johanna Adolfa Hassego. W 1751 przeprowadził się do Lipska, gdzie studiował prawo na tamtejszym uniwersytecie oraz utrzymywał się z udzielania lekcji gry na klawesynie, a także działalności koncertowej jako śpiewak i flecista w ramach serii występów pt. Das Große Konzert. W I połowie 1754 został guwernerem Henryka Brühla, co wiązało się z powrotem do Drezna, a 1758 ponownym wyjazdem do Lipska. Zrezygnował z posady z powodu nasilającej się melancholii.
W 1762 ponownie rozpoczął działalność muzyczną, organizując w Lipsku serię subskrybowanych koncertów. Od 1763 do 1771 był organizatorem Das Große Konzert przerwanych przez wojnę siedmioletnią. W latach 1766–1771 był wydawcą oraz głównym autorem i tłumaczem czasopisma Wöchentliche Nachrichten. Prowadził ożywioną działalność koncertową. Od 1766 do 1779 napisał wiele muzycznych dzieł scenicznych.